# Nicolae Dobrin
Nicolae Dobrin (Pitești, Rumania, 26 de agosto de 1947--Pitești, Rumania, 26 de octubre de 2007) fue un futbolista y entrenador de fútbol rumano. Jugó de volante y durante casi todos los años de su carrera como futbolista activó para el FC Argeș Pitești, el equipo de su ciudad natal. En Pitești hay un barrio llamado Trivale, de ahí viene su apodo "Prințul din Trivale" ("El príncipe de Trivale"). Ganó la liga rumana con FC Argeș en 1971-1972 y 1978-1979, los únicos triunfos domésticos de ese equipo, Dobrin siendo la pieza clave de esos éxitos. Nicolae Dobrin es considerado por muchos el mejor jugador rumano de los años 1970, y uno de los más talentosos jugadores de la historia del fútbol. El régimen comunista que había en Rumania entonces le prohibió el traspaso a Real Madrid CF. Hoy el estadio de la ciudad de Pitești lleva su nombre en su honor. 

## Selección nacional
Ha sido internacional con la Selección de fútbol de Rumania, jugó 48 partidos internacionales y anotó 6 goles.

### Participaciones en Copas del Mundo
| Mundial                        | Sede   | Resultado    |
| ------------------------------ | ------ | ------------ |
| Copa Mundial de Fútbol de 1970 | México | Primera fase |

## Clubes como futbolista
| Club           | País    | Año       |
| -------------- | ------- | --------- |
| FC Argeș       | Rumania | 1959-1981 |
| FCM Târgovişte | Rumania | 1981-1982 |
| FC Argeș       | Rumania | 1982-1983 |

## Clubes como entrenador
| Club        | País    | Año       |
| ----------- | ------- | --------- |
| FC Argeș    | Rumania | 1982-1985 |
| FC Botoșani | Rumania | 1985-1986 |
| FC Argeș    | Rumania | 1991-1992 |
| FC Argeș    | Rumania | 1998-1999 |
| FC Argeș    | Rumania | 2001      |